# Herb Kartuz
Herb Kartuz – jeden z symboli miasta Kartuzy i gminy Kartuzy w postaci herbu.

## Wygląd i symbolika
Herb przedstawia a niebieskim polu tarczy głowę czarnego gryfa, ze srebrnym dziobem i czerwonym językiem, skierowanego w herladycznie prawą stronę. Nad głową gryfa widnieje siedem srebrnych gwiazd, ułożonych w półkole.
Siedem srebrnych gwiazd – symbolizuje zakon kartuzów, którzy byli założycielami miasta.
Głowa gryfa – symbolizuje godło starokaszubskiej ziemi koło Belgardu, skąd rycerze wzięli obecną nazwę Kaszuby.

## Historia
Projekt herbu opracował Aleksander Majkowski, lekarz, pisarz i miłośnik Ziemi Kartuskiej, mieszkający w Kartuzach. W lipcu 1923 Rada Miasta przyjęła propozycję Majkowskiego.